# Богородица (гимн)

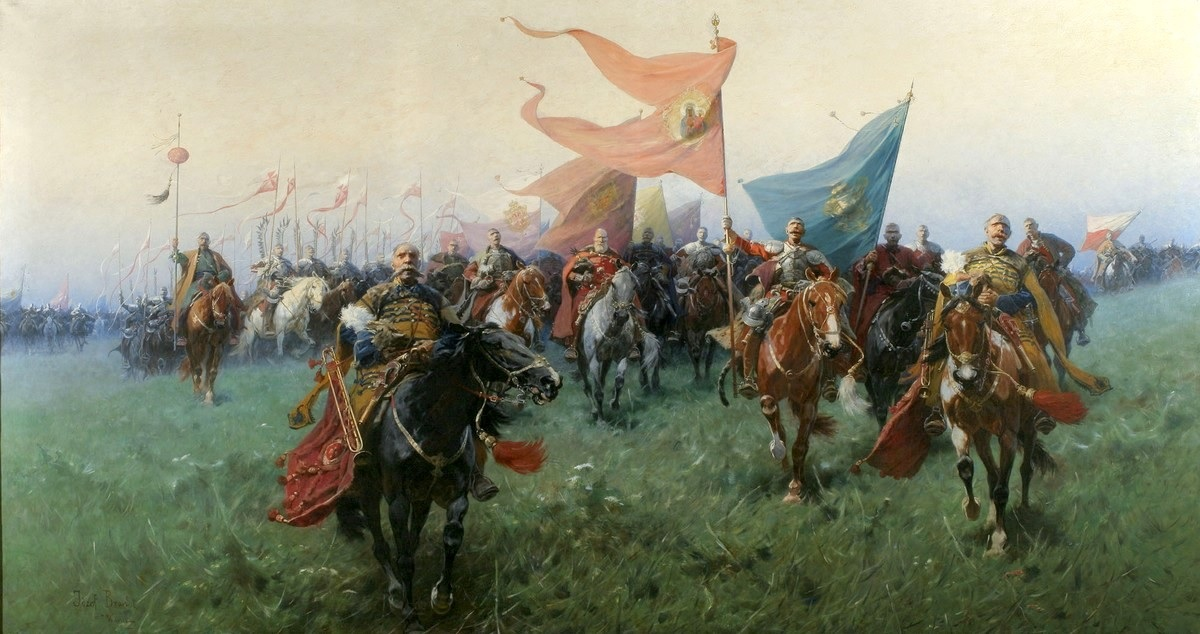
Картина Юзефа Брандта «Богородица» (1909) — Польско-литовские войска вместе поют «Богородицу» перед битвой

Богородица (з.-рус. Богародзица; пол. Bogurodzica) — самая старая религиозная  песня Великого княжества Литовского и Королевства Польского, зафиксированная на письме и самый старый дошедший до нас поэтический западнорусский и польский тексты. Первая известная запись текста гимна написана на латинице, однако, язык гимна не является польским. Музыкальный памятник белорусского средневековья.
Это произведение было написано в Средние века, скорее всего на стыке XIII и XIV веков. Текст песни сохранился во многих рукописях: первая из них найдена Вислоцким на переплете бумажного сборника 1407 года. Слова литовского (белорусского) варианта песни записаны в Статуте Великого княжества Литовского 1529 года на смешанном церковнославянском-западнорусском языке. Хотя первая дошедшая до нас запись текста известна из источника начала XV века, но архаичность языковых форм песни свидетельствует, что она была сочинена значительно ранее.
«Богородица» играла роль — по современным понятиям — государственного гимна. Она исполнялась перед битвами войска Великого княжества Литовского, на церемониях и празднествах, на похоронах и во время освящения христианских святых. В 1529 году она была включена в главный правовой документ страны — Статут Великого княжества Литовского.
В XV веке гимн был адаптирован на польский язык. В 1506 году текст был включён в «Статуты» Яна Лаского с пояснением, что его автором является св. Войцех. Большинство современных исследователей отвергает эту версию. Вскоре в польской редакции стал официальным гимном Польской Короны.

## Происхождение

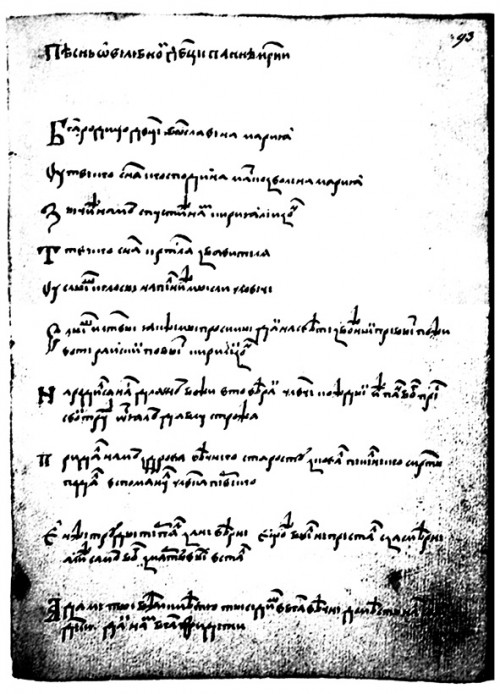
Старейшая сохранившаяся запись гимна «Богородица» на западнорусском языке, 1529 г.

«Богородица» в изначальном варианте содержит две строфы. Первая обращается к Богородице, а вторая к Христу. Песня положена на уже существовавшую, известную на Западе, мелодию любовной рыцарской песни. Эту мелодию записали бенедиктинцы (которые ранее изобрели ноты), а из их монастыря в Санкт-Галлене она попала в Польшу. «Богородица» является контрафактурой. Её мелодия имеет форму хорового пения, исполняемого a cappella. «Богородица» возникла как троп, то есть песня, исполняемая группой людей во время мессы, в качестве своеобразного комментария к латинскому тексту литургии. Песня обильно украшена мелизмами, поэтому, скорее всего, её исполняли не все верующие, но специально обученный хор.
Лишь позже «Богородица» стала песней рыцарства и даже неофициальным государственным гимном Польши.
Некоторые польские исследователи указывают на то, что песня была написана кириллицей: «Богородзица написана кириллицей на странной смеси польско-белорусского ...» (пол. Bogurodzica pisana jest cyrylicą w przedziwnej mieszaninę językowej polsko-białoruskiej…).
Польский исследователь Р. Мазуркевич отмечает, что многие слова, включая название, не являются польскими и непонятны полякам.
Такие слова, как «Богуродзица», «дзеля», «Божыч», «Господзин», «зышчы» и другие, называемые некоторыми польскими исследователями «польскими архаизмами», на самом деле являются словами литературного западнорусского (старобелорусского) языка.

## Авторство
Автор Богородицы неизвестен. Существует легенда об авторстве св. Войцеха, но она на данный момент не признаётся учёными всерьёз. Кроме того, известно, что Войцех принадлежал к сторонникам использования в церкви только латинского языка. Однако Юзеф Биркенмайер в монографии 1937 года перечислил миссионеров, собратьев Войцеха (который прибыл в Польшу как монах-бенедиктинец), а также их (неизвестные сегодня, но появившиеся в X веке) песни в качестве возможного образца для Богородицы. В гипотетический период возникновения Богородицы важным религиозным и литературным центром в северной Мазовии был Плоцк, столица епархии, в котором располагался также оживлённый монастырь бенедиктинцев. Сохранившиеся описания литургий в плоцком соборе свидетельствуют о раннем исполнении там и других песен на польском языке. Однако однозначного свидетельства, что именно там появилась Богородица, нет.
Интересно, что галицкий учёный В. Щурат считал песню «Богуродица…» западно-русским памятником конца XIV века, сохранившимся лишь в нескольких польских транскрипциях XV и XVI веков.

## Идейное содержание текста
Песня обнаруживает образное и даже музыкальное сходство со старейшим сборником хоровых и сольных гимнов ВКЛ — «Песнопения в честь святой Евфросиньи Полоцкой». Э. Катарски указывал на связь первых двух куплетов гимна с иконографией Византии, а языка гимна с западнорусской лексикой.
Р. Мазуркевич указывает на схожесть образов гимна с проповедями Кирилла Туровского.

## Запись и история текста

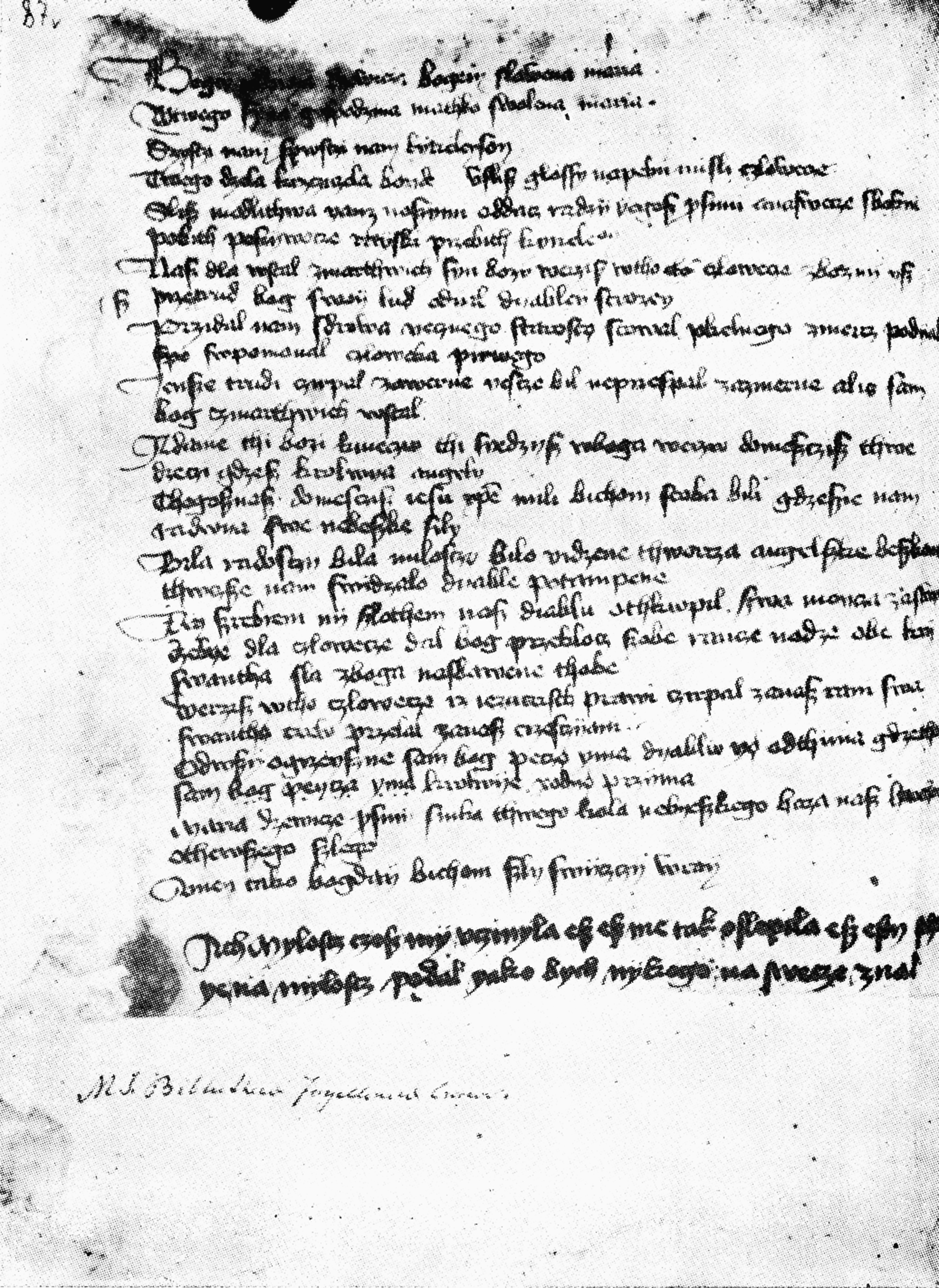
Рукопись Богородицы 1408 г., хранящаяся в Ягеллонской библиотеке в Кракове, шифр. 408, лист 87 (обратная сторона)

Самая старая известная нам запись текста Богородицы — включающая две строфы и снабжённая нотами — была сделана в 1407 году. Текст был записан на задней вклейке собрания латинских проповедей, скопированных викарием в Кцыне (Куявия) Мацеем из Грохова. Сейчас эта вклейка хранится в Ягеллонской библиотеке (шифр 1619).
С середины XV века к первоначальному тексту дописывали новые строфы. Второй сохранившейся записью Богородицы является кодекс Decisiones rote Wilhelmi Horborg, в который это произведение было вписано в 1408 году на обратной стороне 87-го листа. Этот манускрипт также хранится в Ягеллонской библиотеке (шифр 408).
В соответствии с тематикой Александр Брюкнер назвал строки 12-34 пасхальной песней, а строки 35-48 — песней страстей Христовых. Это деление принято и более поздними исследователями. В XVI веке к тексту добавлялись молельные строфы по случаю, создавая тем самым длинный, но не слишком связный текст.

## «Богородица» в современном богослужении
С «Богородицы» начинается Апель Ясногорский, ежедневная особо торжественная молитва на Ясной Горе.

## «Богородица» в истории литературы и культуры
«Богородица» является первой записанной песней на польском языке. У неё нет настоящего названия: обычно используемое Богородица — просто первое слово текста (в самой старой записи это даже 2 раздельно написанных слова: «Bogu rodzica»). По сути, произведение представляет собой скорее молитву, чем песню.
Со временем Богородица стала боевой песней польского рыцарства: как утверждает Ян Длугош её пели перед Грюнвальдской битвой, а позже, например, перед битвой при Варне. Её исполняли во время коронации Владислава III. Весь обряд коронации происходил по-латыни, только Богородица исполнялась по-польски.
В течение XV века Богородица была королевским гимном династии Ягеллонов.
Символикой Богородицы пользовались композиторы XX века. Анджей Пануфник по мотивам этой мелодии написал финал своей Sinfonia sacra (1963), которую писал на 1000-летие крещения Польши. В 1975 г. Войцех Киляр написал Богородицу для хора и оркестра. Темой медленной части «Польской симфонии» Кшиштофа Мейера, написанной под впечатлением от военного положения (1982), также является Богородица.

## Языковые архаизмы

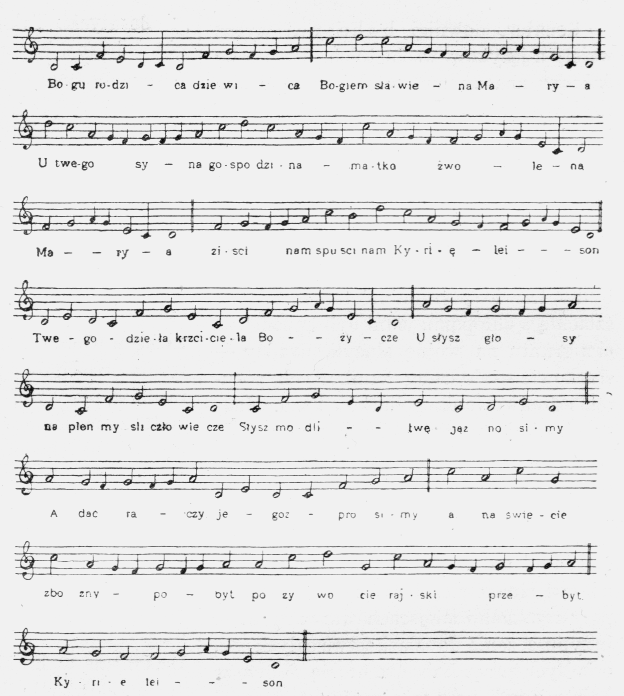
Современная нотная запись Богородицы

Текст Богородицы содержит в себе многочисленные архаизмы. Некоторые из них были таковыми уже в XV веке.
Некоторые лексические архаизмы:
- Bogurodzica — как полагает Т. Лер-Сплавинский, это очень древнее церковно-славянское заимствование в польском языке, пришедшее в Польшу при чешском посредстве с первыми миссионерами[12]. В современном польском используются обороты Matka Boża или Matka Boska;
- dziela — совр. пол. dla;
- bożyc — совр. пол. syn Boga;
- Gospodzin — совр. пол. Pan.

Для морфологии характерно сохранение окончания -i в повелительном наклонении у части глаголов (с конечным ударением):
- raczy — совр. пол. racz;
- ziści — совр. пол. pozyskaj;
- spuści — совр. пол. ześlij.

Интересной синтаксической особенностью текста является использование творительного деятельного падежа — конструкции, обычной для церковнославянского языка, но не использующейся в современной польском:
- Bogiem sławiena — совр. пол. sławiona przez Boga.

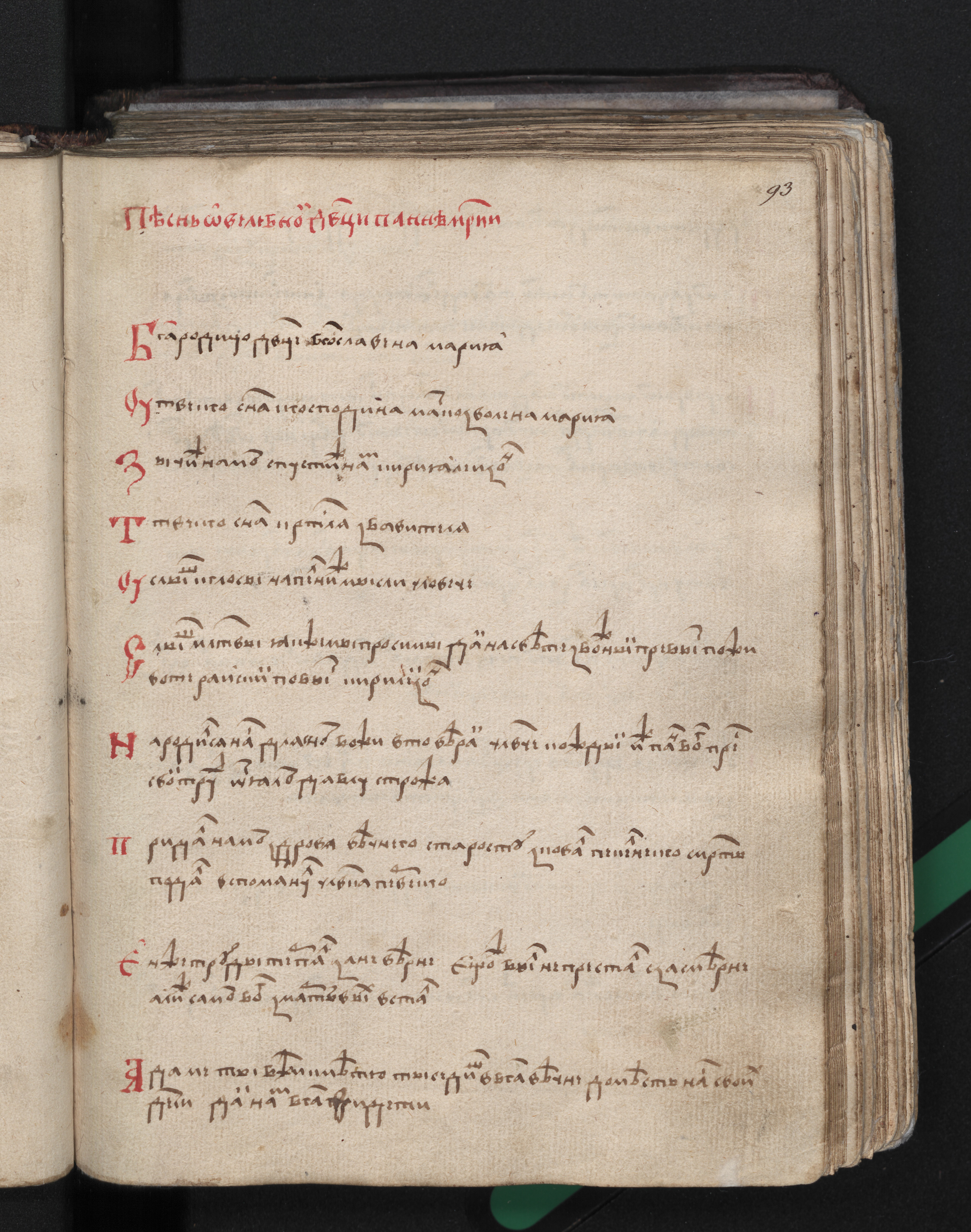
Западнорусский

Сравнительный пример западнорусского (1529, Статут ВКЛ) и польского (1506, статут Лаского) вариантов гимна:
| Богародицо, Девице, Богославена Мария, У твекго Сына-Кгосподина, Матко зволена Мария Зычи ж нам, спусти ж нам, кириялейзон. | Bogarodzica dziewica, Bogiem sławiona Maryja, U twego syna Gospodzina matko zwolona, Maryja! Zyszczy nam, spuści nam. Kyrieleison. |  |